# Paramyopsyche wittei
Paramyopsyche wittei är en fjärilsart som beskrevs av Debauche 1942. Paramyopsyche wittei ingår i släktet Paramyopsyche och familjen björnspinnare. Inga underarter finns listade i Catalogue of Life.